# Mami Wata

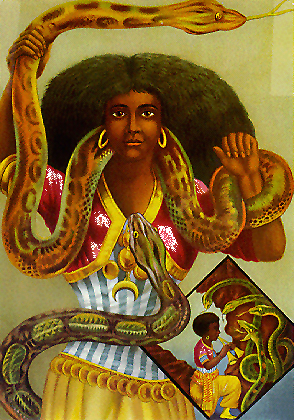
Cartel contemporáneo de Mami Wata, pintado por el artista alemán Schleisinger en 1926. Esta representación aparece en templos como una imagen popular de Mami Wata en África. Las serpientes pitones son signos de divinidad y realeza, sobre todo en Nigeria y Benín.

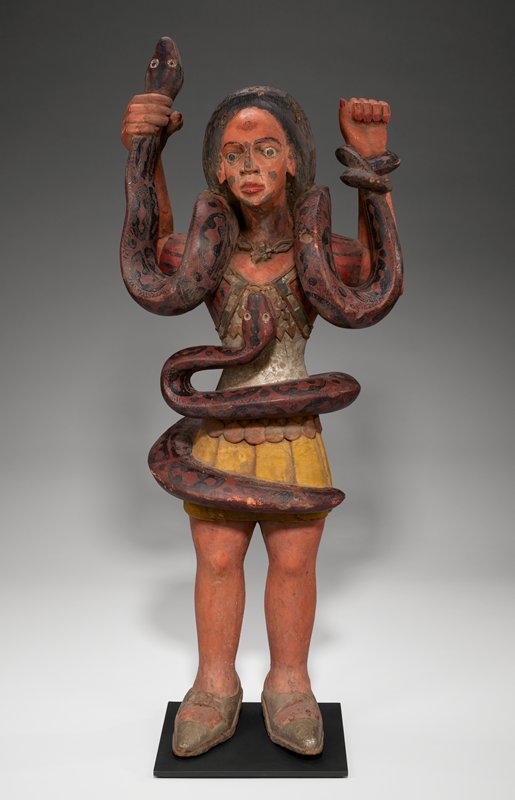
Mami Wata como diosa africana del agua. Nigeria (Igbo). Años 1950. Madera, pigmento. Minneapolis Institute of Arts.

Mami Wata es una divinidad del agua de la religión vudú y vudú haitiana, adorada en partes de África Occidental, África Central y del Sur, el Caribe y partes de América del Norte y América del Sur. También es conocida como Santa Marta la dominadora.
En el vudú haitiano, Mami Wata es llamada también La Sirene y es la esposa de Agwé.

## Apariencia
Sus seguidores le atribuyen una belleza inhumana, pelo largo no natural y una tez más clara de lo normal. Existe una asociación de Mami Wata con la promiscuidad sexual y la lujuria, paradójicamente vinculada a la fidelidad. Según una tradición nigeriana, los hombres adeptos pueden encontrarse con Mami Wata en forma de una bella prostituta. Después del acto sexual, ella le pide fidelidad y secreto. Si acepta, le concede fortuna y salud, de lo contrario, la ruina cae sobre su familia, sus finanzas y su trabajo.

## Simbolismo
Aunque se la suele representar con un espejo en la mano, Mami Wata es capaz de encarnar representaciones rituales y ceremonias de culto para los africanos a través de este instrumento. Su espejo representa un movimiento a través del presente y el futuro; sus devotos son capaces de crear su propia realidad imaginándose a sí mismos en su propia recreación del mundo de Mami Wata. En este mundo, uno puede encarnar sus poderes sagrados, realizando las invenciones de su propia realidad.